# Dorsum (Astrogeologie)

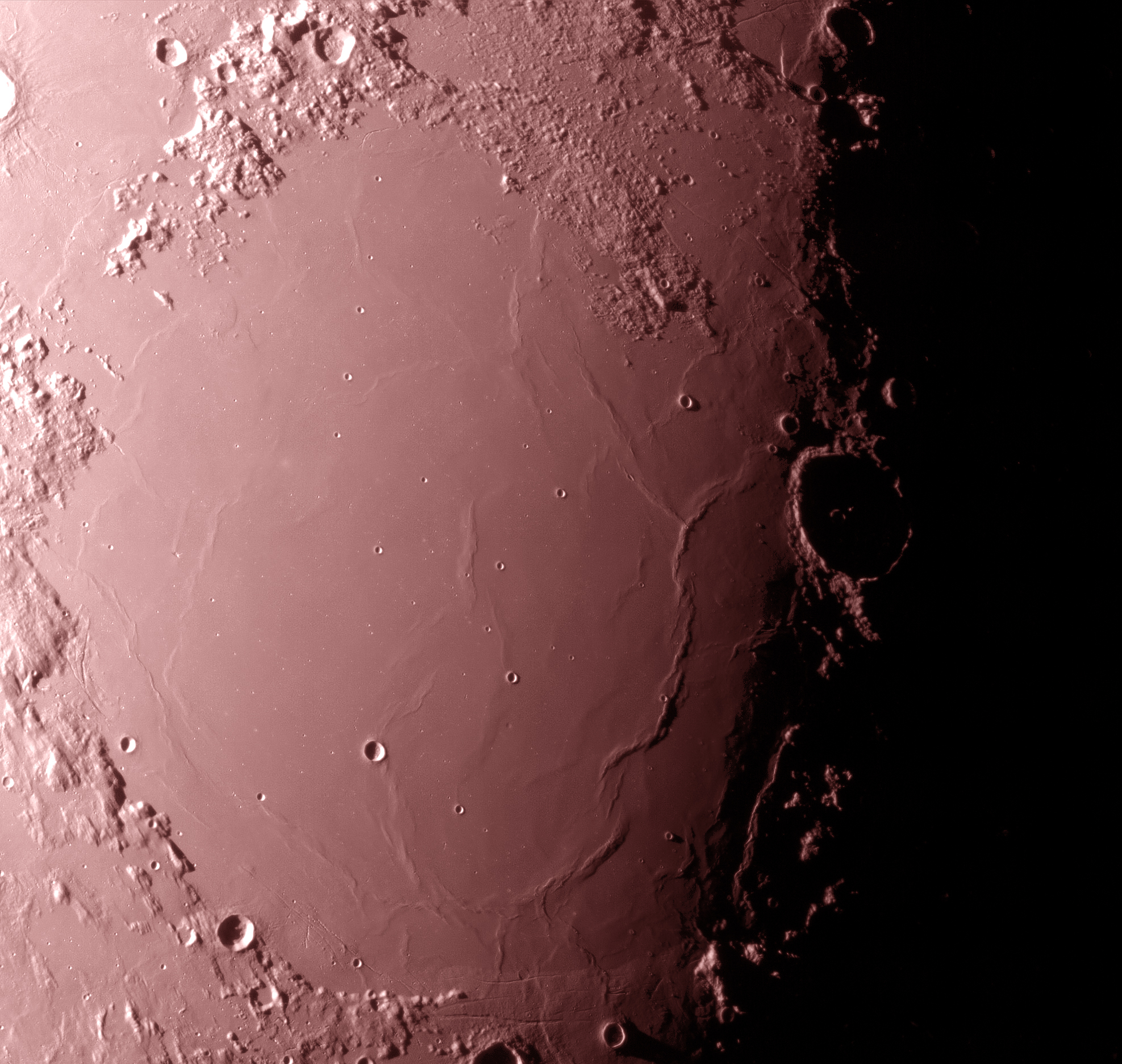
Dorsa im Mare Serenitatis. Diese flachen, langgestreckten Runzelrücken in den Maria des Mondes werden nach ihrem Vorkommen auch Meeresrücken genannt.

Dorsum (Plural Dorsa, aus lat. Dorsum = Rücken) ist in der Astrogeologie eine Bezeichnung für höhenrückenartige Oberflächenstrukturen von Planeten, Satelliten oder Asteroiden. Es ist eine rein morphologische Bezeichnung, sagt also nichts über ihre Entstehung aus. Bekannte Beispiele sind Eumenides Dorsum und Schiaparelli Dorsum auf dem Planeten Mars sowie das Dorsum Termier auf dem Erdmond.

## Benennungen
Zur Benennung von Dorsa gibt es folgende Konventionen der Internationalen Astronomischen Union:
- Merkur: Verstorbene Wissenschaftler, die zur Merkurforschung beigetragen haben
- Venus: Himmelsgötter
- Mond: Geowissenschaftler; siehe Liste der Berge und Gebirge des Erdmondes
- Mars: Kein einheitliches Benennungsverfahren
- Asteroiden
  - Ida: Mitarbeiter des Galileo Project
  - Eros: Wissenschaftler, die zur Erforschung von Eros beigetragen haben
  - Vesta: Wissenschaftler, die zur Erforschung von Vesta beigetragen haben